# マガダ国

マガダ国
मगध महाजनपद

マガダ国の版図

マガダ国（ヒンディー語：मगध、Magadha、紀元前682年 - 紀元前185年、グプタ朝: 約319年 - 500年）は、古代インドにおける十六大国の一つ。ナンダ朝のもとでガンジス川流域の諸王国を平定し、マウリヤ朝のもとでインド初の統一帝国を築いた。王都はパータリプトラ（現パトナ）。

## 歴史
ガンジス川の下流域（現在のビハール州辺と北ベンガル）に位置した国。仏典上の摩訶陀国。インドにおいてちょうど鉄器時代が始まった時期だったこともあり、当時インド最大の鉄鉱石の産地であり、かつガンジス川を介した水運と森林資源が存在したこの地方は急激に発達した。
マガダ地方は身分制度が緩い地域（言い換えれば奴隷が少ない）であったことが知られ、しばしばガンジス川上流域地方の奴隷制社会であるアーリア部族から身分制度の乱れを批判され軽蔑された。これはマガダ地方が当時のアーリア部族にとっては外地であり、伝統的なバラモン教の習慣や権威の影響力が無かったことと関係する。マガダは古いバラモン教系文献ではキーカタとも呼ばれている。マガダという名もバラモン教文献に早い時期から登場するが、どちらの名も強い軽蔑の念を込めて使われている。
マガダ国の起源についてはバラモン教系文献に伝説的な説話が残されている。クル族の大王ヴァスが5人の息子に領土を分割した時、長男ブリハドラタがマガダ国の統治者となった。プリハドラタが創設した王朝はブリハドラタ朝（英語: Brihadratha dynasty）と呼ばれる。この王朝のジャラーサンダ王やサハデーヴァ王等の王達はインドの二大叙事詩の1つといわれる『マハーバーラタ』の主要な登場人物である。
そして、この時期のマガダ王の中でも特に名の知られているのは釈迦にまつわる説話でも登場するビンビサーラ王やアジャータシャトル王であり、隣国アンガ国の征服などを通じてマガダ国の勢力が大きく拡大した。この頃の首都は、ラージャグリハ（王舎城）であった。この都には竹林精舎があった。そして、近くには霊鷲山がある。ウダーイン王は首都をガンジス川沿いのパータリプトラ（華氏城）へ移転させた。後に、この街はマガダ国の首都として全インドの中心都市として栄えることになる。現在のビハール州の州都パトナである。
続いてシシュナーガ王によってシシュナーガ朝が建てられたが、この王朝も仏教系の文献などで非常に重要視される。その後もマガダ国は周辺の大小の国々を次々と征服、従属させていき紀元前4世紀に成立したナンダ朝、そしてその後を受けたマウリヤ朝のチャンドラグプタ（旃陀羅堀(掘)多）の孫アショーカ王（阿育王）の時代にはインド亜大陸のほぼ全域を支配するまでになった。その後、マウリヤ朝の将軍からシュンガ朝、そして、シュンガ朝の臣下からカーンヴァ朝とマガダ国は続いた。
紀元前のマガダ国は、南インドのデカン高原に拠点を持つサータヴァーハナ朝に滅ぼされた。
西暦紀元後の320年（グプタ紀元）にこのマガダ地方から、パータリプトラを首都とするチャンドラグプタ1世のグプタ朝が誕生する。

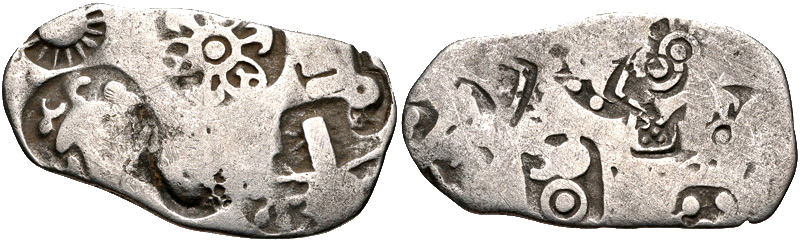
使用された貨幣
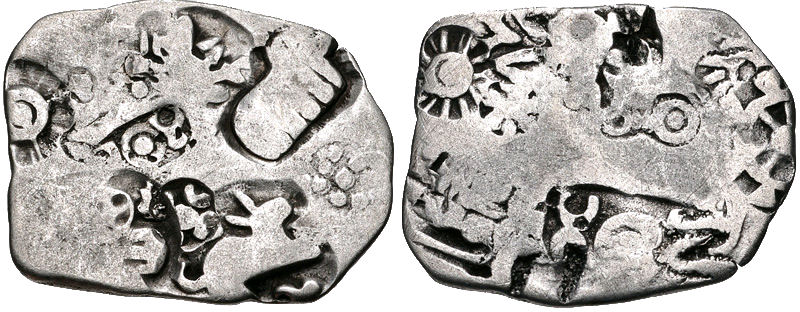

グプタ朝の衰退後は一時的にカナウジを中心とするヴァルダナ朝に北インドの覇権が移るものの、その後はパーラ朝がパータリプトラに都を置き、イスラム勢力が進出してくる12世紀までインド北東部における政治と文化の中枢であり続けた。